# Raymond Burr
Raymond William Stacy Burr, (New Westminster, Colúmbia Britànica, Canadà, 21 de maig de 1917 - Healdsburg, Califòrnia, Estats Units, 12 de setembre de 1993) va ser un actor canadenc. És conegut sobretot pels seus papers en les sèries televisives Perry Mason i Ironside.

## Biografia[2][3]
Els seus pares, William Burr, negociant, i Minerva Smith Burr, pianista i professora de música, es divorcien quan té cinc anys (es casen de nou el 1955) i marxa amb la seva mare als Estats Units, a Califòrnia, on el seu avi patern té un hotel. Té una germana, Geraldine Mary Fuller (1920 - 2001) i un germà, James Edmond Burr (1921 - mort).
És enviat a l'Acadèmia militar de San Rafael però l'ha de deixar amb 13 anys per tal de subvenir a les necessitats de la seva família, afectada per la Gran depressió. La seva gran talla i la seva imponent amplària d'esquena li permeten trobar feinetes, habitualment reservades als adults; farà també de cantant de cabaret. Als 19 anys, coneix el director Anatole Litvak que li permet treballar durant l'estiu al teatre.
A la marina durant la Segona Guerra Mundial, Raymond Burr és ferit al cap de dos anys i després repatriat a casa seva. Comença llavors petits papers a la ràdio i després en el cinema. Es destaparà a partir del personatge de Lars Thorwald a La finestra indiscreta d'Alfred Hitchcock.
El 1955, Raymond Burr fa una audició pel paper de Hamilton Burger, el fiscal de districte de les novel·les d'Erle Stanley Gardner. Aquest últim, present a l'audició, reconeixerà de seguida en l'actor el qui ha d'interpretar Perry Mason. La sèrie és un èxit.
El 1967, Raymond Burr comença una nova sèrie policíaca que guanyarà un enorme èxit: Ironside. Encarnarà aquest paper durant vuit anys, i després en ocasió d'un últim telefilm La Tornada d'Ironside, el 1993.
El 1977, Raymond Burr encarna R. B. Kingston, un magnat de la premsa, en la sèrie Kingston: Confidential, però durarà més d'una temporada (15 episodis).
Afectat d'un càncer del còlon que degenerarà, Raymond Burr acabarà la seva vida en una cadira de rodes i morirà el 12 de setembre de 1993, al seu ranxo de Sonoma (Califòrnia) havent rodat tres Perry Mason a més a més del telefilm La tornada d'Ironside. Vivia amb el seu amic i col·lega Robert Benevides, amb qui va compartir 35 anys de la seva vida.
Matrimonis: Annette Sutherland, el 1942 (morta el 1943, un fill: Michael Evan Burr, mort el 1953), Isabella Ward, el 1947 (divorciat), Andrina Laura Morgan, el 1954 (morta el 1955).
El seu paper de periodista-investigador a Godzilla (Japó 1954) va consistir en escenes addicionals destinades al nou muntatge de la pel·lícula per a la seva estrena als Estats Units, on l'obra del director Ishiro Honda va ser, en aquell temps, fortament censurada pel seu missatge antinuclear.

## Filmografia

### Cinema
- 1940: Earl of Puddlestone: El xòfer de Mrs Millicent Potter
- 1946: Without Reservations: Paul Gill
- 1946: San Quentin: Jeff Torrance
- 1947: Code of the West: Boyd Carter
- 1947: Desesperat (Desperate): Walt Radak
- 1948: I Love Trouble: Herb
- 1948: Sleep, My Love: detectiu Sergent Strake
- 1948: Ruthless: Pete Vendig
- 1948: Fighting Father Dunne: fiscal
- 1948: Injustícia (Raw Deal): Rick Coyle
- 1948: Pitfall: MacDonald
- 1948: Fort Oest (Station West): Mark Bristow
- 1948: Walk a Crooked Mile: Krebs
- 1948: Adventures of Don Juan: Capità Alvarez
- 1949: Criss Cross: Un gàngster
- 1949: Bride of Vengeance: Michelotto
- 1949: Red Light: Nick Cherney
- 1949: Love Happy: Alphonse Zoto
- 1949: Abandoned: Kerric
- 1949: Black Magic: Alexandre Dumas, Jr.
- 1950: Unmasked: Roger Lewis
- 1950: Key to the City: Les Taggart
- 1950: Borderline: Pete Ritchie
- 1951: M: Pottsy
- 1951: New Mexico: Soldat ras Anderson
- 1951: His kind of woman: Nick Ferraro
- 1951: Les fronteres del crim (His kind of woman): Nick Ferraro
- 1951: The Whip Hand: Steve Loomis
- 1951: Bride of the Gorilla: Barney Chavez
- 1951: The Magic Carpet: Gran Vizier Boreg al Buzzar
- 1951: FBI Girl: Blake
- 1952: A Star Shall Rise: Balthazar
- 1952: Meet Danny Wilson: Nick Driscoll àlies Joe Martell
- 1952: Mara Maru: Brock Benedict
- 1952: Horitzons de l'oest (Horizons West): Cord Hardin
- 1953: The Bandits of Corsica: Jonatto
- 1953: The Blue Gardenia: Harry Prebble
- 1953: Serpent of the Nile: Mark Anthony
- 1953: Tarzan and the She-Devil: Vargo
- 1953: Fort Algiers: Amir
- 1954: La gran nit de Casanova (Casanova's Big Night): Bragadin
- 1954: Gorilla at Large: Cy Miller
- 1954: La finestra indiscreta (Rear Window): Lars Thorwald
- 1954: Khyber Patrol: capità Ahmed Shir
- 1954: Thunder Pass: Tulsa
- 1954: Mannequins für Rio: Jaime Coltos
- 1954: Passió (Passion): Capità Rodriguez
- 1955: You're Never Too Young: Noonan
- 1955: A Man Alone: Stanley, Bank of Mesa
- 1955: Count Three and Pray: Yancey Huggins
- 1956: Please Murder Me: Advocat Craig Carlson
- 1956: Godzilla, King of the Monsters!: Steve Martin
- 1956: Una pistola a l'alba (Great Day in the Morning): Jumbo Means
- 1956: Secret of Treasure Mountain: Cash Larsen
- 1956: A Cry in the Night: Harold Loftus
- 1956: Ride the High Iron: Ziggy Moline
- 1956: The Brass Legend: Tris Hatten
- 1957: Crim passional (Crime of Passion): Inspector Anthony (Tony) Pope
- 1957: Affair in Havana: Mallabee
- 1960: Desire in the Dust: Coronel Ben Marquand
- 1978: Tomorrow Never Comes: Burke
- 1980: The Return: Dr. Kramer
- 1980: Out of the Blue: Dr. Brean
- 1982: Airplane II: The Sequel: Juge D.C. Simonton
- 1984: Godzilla 1985: Steve Martin
- 1991: Delirant (Delirious): Carter Hedison
- 1991: Showdown at Williams Creek: El jutge

### Televisió
- 1951: The Bigelow Theatre (Sèrie TV): El lluitador de lluita lliure
- 1951: Dragnet (Sèrie TV): detectiu Thad Brown
- 1951-1952: Family Theatre (Sèrie TV): Balthazar / Peter / Simó el sirineu
- 1954-1956: Lux Video Theatre (Sèrie TV): Dan Reynolds / Major Blakestone
- 1954-1956: The Ford Television Theatre (Sèrie TV): Red Lefwick / Robert Drayton
- 1956: Climax! (Sèrie TV): Tinent Shea / Philip Moran / Sergent Ben Gurnick
- 1957: The Web (Sèrie TV): George
- 1957: Playhouse 90 (Sèrie TV): Charles Bent / Lester Friedman
- 1957-1966: Perry Mason (Sèrie TV): Perry Mason
- 1963, 1964, 1965 i 1970: The Red Skelton Show (Sèrie TV): Advocat George Goodguy / Rick Santy / El diable / King Richard
- 1967-1975: Ironside (Sèrie TV): Robert T. Dacier (Robert T. Ironside)
- 1968: It Takes a Thief (Sèrie TV): El cap del despatx
- 1973: Portrait: A Man Whose Name Was John (Telefilm): Angelo Roncalli, Pape Joan XXIII
- 1976: Mallory: Circumstantial Evidence (Telefilm): Arthur Mallory
- 1976: Kingston (Telefilm): R.B. Kingston
- 1977: Harold Robbins' 79 Park Avenue (Sèrie TV): Armand Perfido
- 1978: The Bastard (Telefilm): Narrador (Veu)
- 1979: Centennial (Sèrie TV): Herman Bockweiss
- 1978: The Jordan Chance (Telefilm): Frank Jordan
- 1979: Love's Savage Fury (Telefilm): Lyle Taggart, Sr.
- 1979: Disaster on the Coastliner (Telefilm): Estes Hill
- 1979: The Love Boat (Sèrie TV): Malcolm Dyer
- 1979: Eischied (Sèrie TV): El comissari de policia
- 1980: The Curse of King Tut's Tomb (Telefilm): Jonash Sabastian
- 1980: The Night the City Screamed (Telefilm): L'alcalde
- 1981: Peter and Paul (Telefilm): Herod Agrippa I
- 1985: Perry Mason Returns (Telefilm): Perry Mason
- 1986: Perry Mason: The Case of the Notorious Nun (Telefilm): Perry Mason
- 1986: Perry Mason: The Case of the Shooting Star (Telefilm): Perry Mason
- 1987: Perry Mason: The Case of the Lost Love (Telefilm): Perry Mason
- 1987: Perry Mason: The Case of the Sinister Spirit (Telefilm): Perry Mason
- 1987: Perry Mason: The Case of the Murdered Madam (Telefilm): Perry Mason
- 1987: Perry Mason: The Case of the Scandalous Scoundrel (Telefilm): Perry Mason
- 1988: Perry Mason: The Case of the Avenging Ace (Telefilm): Perry Mason
- 1988: Perry Mason: The Case of the Lady in the Lake (Telefilm): Perry Mason
- 1989: Perry Mason: The Case of the Lethal Lesson (Telefilm): Perry Mason
- 1989: Perry Mason: The Case of the Musical Murder (Telefilm): Perry Mason
- 1989: Perry Mason: The Case of the All-Star Assassin (Telefilm): Perry Mason
- 1990: Perry Mason: The Case of the Poisoned Pen (Telefilm): Perry Mason
- 1990: Perry Mason: The Case of the Desperate Deception (Telefilm): Perry Mason
- 1990: Perry Mason: The Case of the Silenced Singer (Telefilm): Perry Mason
- 1990: Perry Mason: The Case of the Defiant Daughter (Telefilm): Perry Mason
- 1991: Perry Mason: The Case of the Ruthless Reporter (Telefilm): Perry Mason
- 1991: Perry Mason: The Case of the Maligned Mobster (Telefilm): Perry Mason
- 1991: Perry Mason: The Case of the Glass Coffin (Telefilm): Perry Mason
- 1991: Perry Mason: The Case of the Fatal Fashion (Telefilm): Perry Mason
- 1992: Grass Roots (Telefilm): Juge Boggs
- 1992: Perry Mason: The Case of the Fatal Framing (Telefilm): Perry Mason
- 1992: Perry Mason: The Case of the Reckless Romeo (Telefilm): Perry Mason
- 1992: Perry Mason: The Case of the Heartbroken Bride (Telefilm): Perry Mason
- 1993: Perry Mason: The Case of the Skin-Deep Scandal (Telefilm): Perry Mason
- 1993: The Return of Ironside (Telefilm): Robert T. Dacier (Robert T. Ironside)
- 1993: Perry Mason: The Case of the Telltale Talk Show Host (Telefilm): Perry Mason
- 1993: Perry Mason: The Case of the Killer Kiss (Telefilm): Perry Mason

## Premis i nominacions

### Premis
- 1959. Emmy al millor actor en sèrie dramàtica per Perry Mason
- 1961. Emmy al millor actor en sèrie dramàtica per Perry Mason
- Raymond Burr té la seva estrella al Passeig de la Fama de Hollywood, al 6656 del Passeig de Hollywood.

### Nominacions
- 1960. Emmy al millor actor en sèrie dramàtica per Perry Mason
- 1968. Emmy al millor actor en sèrie dramàtica per Ironside
- 1969. Globus d'Or al millor actor en sèrie dramàtica per Ironside
- 1969. Emmy al millor actor en sèrie dramàtica per Ironside
- 1970. Emmy al millor actor en sèrie dramàtica per Ironside
- 1971. Emmy al millor actor en sèrie dramàtica per Ironside
- 1972. Globus d'Or al millor actor en sèrie dramàtica per Ironside
- 1972. Emmy al millor actor en sèrie dramàtica per Ironside